# 레판토역
레판토역(이탈리아어: Lepanto)은 로마 지하철 A선의 역 중 하나이다. 이 역은 1980년 2월 16일에 개통했으며, 로마의 리오네 중 하나인 프라티의 줄리오 체사레 대로 (viale Giulio Cesare)와 레판토 가 (via Lepanto), 마르칸토니오 가 (via Marcantonio)의 교차점에 위치해 있다.
레판토 가 동부에 로마 민사 법원 사무실이 위치해 있다.

## 시설
레판토 역에는 다음과 같은 시설이 있다.
- 매표소
- 에스컬레이터
- 역 감시카메라 (CCTV)

## 역 근처
- 프라티 리오네 (Rione Prati)
  - 카보우르 광장 (Piazza Cavour)
  - 콜라 디 로렌초 광장 (Piazza Cola di Rienzo)
  - 퀴리티 광장 (Piazza dei Quiriti)
  - 아드리아노 극장 (Teatro Adriano)
  - 주스티치아 궁전 (Palazzo di Giustizia)
- 델라 비토리아 구 (quartiere Della Vittoria)
  - 마치니 대로의 라이 궁전 (Palazzo RAI di viale Mazzini)
  - 크리스토 레 교회 (Chiesa di Cristo Re)
  - 마미아니 박물관 (Museo del Mamiani)